# Zoltán Lévai (lottatore 1995)
Zoltán Lévai (25 marzo 1995) è un lottatore slovacco, specializzato nella lotta greco-romana.

## Biografia
Compete per il Dukla bb Banska Bistricia. Dal 2012 è allenato da Lengyel Karol.
A livello giovanile ha vinto una medaglia di bronzo ai mondiali junior di Zagabria 2014.
Ha repparesentato la Slovacchia ai campionati europei di Riga 2016 classificandosi al ventesimo posto in classifica, nel torneo della lotta greco-romana fino a 59 chilogrammi.

## Palmarès
- Mondiali junior

Zagabria 2014: bronzo nei 50 kg.